# فصام الطفولة
فصام الطفولة  (المعروف أيضا  باسم فصام بداية الطفولة، والفصام في بداية مبكرة جدا) هو اضطراب طيف الفصام يتميز بالهلوسة والكلام غير المنظم أو الكلام المضطرب والأوهام والتصرف الجمودي ومن الأعراض السلبية، مثل التأثير غير المناسب أو التبلد وظهورها بداية ما قبل سن الثالثة عشر. ويمكن تقديم مرض التوحد والفصام. المصطلحان فصام بداية الطفولة والفصام في بداية مبكرة جدا يستخدمان لتحديد المرضى الذين يظهر اضطرابهم قبل سن الثالثة عشر.
يظهر الاضطراب أعراضا مثل الهلوسة السمعية والبصرية  وأفكار أو مشاعر غريبة وسلوك غير طبيعي، يؤثر تأثيرا عميقا على قدرة الطفل على العمل والحفاظ على العلاقات الطبيعية بين الأشخاص. في كثير من الأحيان لا تكون الأوهام منتظمة وغامضة ومن بين الأعراض الذهانية التي تظهر في فصام الطفولة هي الهلوسة السمعية وهي الأكثر شيوعا، ويتم تقديمها في كثير من الأحيان في شكل بسيط نسبيا (الهلوسة السمعية مثل الضوضاء  والطلقات النارية  والطرق وما إلى ذلك). كثير من هؤلاء الأطفال يعانون أيضًا من أعراض التهيج والبحث عن كائنات خيالية  أو يكون أدائهم منخفض، ويظهر عادة بعد سن السابعة. حوالي 50٪  من الأطفال الصغار المصابين بالفصام يعانون من أعراض عصبية نفسية شديدة. وقد أثبتت الدراسات أن معايير التشخيص مشابهة لتشخيص الفصام لدى البالغ ويعتمد التشخيص على السلوك الذي يلاحظه مقدمي الرعاية، وفي بعض الحالات حسب العمر أو التقارير الذاتية. أقل من 5٪ من المصابين بالفصام يرون أعراضهم الأولى قبل سن الثامنة عشرة.
لا يوجد سبب محدد للفصام، ومع ذلك، هناك بعض عوامل الخطر مثل تاريخ العائلة ويبدو أن هناك ارتباط. لا يوجد علاج معروف، ولكن يمكن السيطرة على فصام الطفولة بمساعدة العلاجات السلوكية والأدوية.

## العلامات والأعراض
الفصام هو اضطراب عقلي يتم التعبير عنه في وظائف عقلية شاذة  وسلوك مضطرب.
إن علامات وأعراض فصام الطفولة هي تقريباً نفس أعراض الفصام عند البالغين وبعض العلامات المبكرة على أن الطفل الصغير قد يصاب بالفصام هي تأخر في اللغة وتطور قدراتهم الحركية. يشارك بعض الأطفال في أنشطة مثل لعب الألعاب، وقد يظهر القلق أو الارتباك أو الانزعاج  بشكل منتظم. قد يعاني الأطفال من أعراض مثل الهلوسة ولكن غالباً ما يكون من الصعب التمييز بين الخيال العادي أو لعب الأطفال. غالبًا ما يصعب على الأطفال وصف هلاوسهم أو أوهامهم، مما يجعل من الصعب جدًا تشخيص الفصام في وقت مبكر جدًا، خاصة في المراحل المبكرة. قد تكون القدرات المعرفية لدى الأطفال المصابين بالفصام غير موجودة، حيث يظهر0 2 ٪ من المرضى عجزًا فاصلا أو فكريًا كاملاً.